# Pterygiosperma
Pterygiosperma é um género botânico pertencente à família Brassicaceae.